# Bulungu (territorium)
Bulungu is een territorium (territoire) in de Democratische Republiek Congo. Het is een van de vijf territoria van de provincie Kwilu. Het heeft een oppervlakte van 12.000 km² en een bevolking van ongeveer 1.695.000.

## Bestuur
De hoofdplaats is de gelijknamige plaats Bulungu.
Het is onderverdeeld in de sectoren:
- Dwe
- Imbongo
- Kilunda
- Kipuka
- Kwenge
- Kwilu-Kimbata
- Luniungu
- Mikwi
- Nkara
- Nko

## Geschiedenis
Het territorium is opgericht in 1891 met Bulungu als hoofdstad. In 1913 werd Niadi de hoofdstad van het territorium en in 1931 Kikwit. In 1962 werd Bulungu terug de hoofdstad. De grote stad Kikwit werd een afzonderlijk onderdeel van de provincie.

## Geografie
De rivier Kwilu doorkruist het territorium van noord naar zuid en is bevaarbaar tussen Kikwit en Bandundu. De andere grote rivier, de Kwenge, is bevaarbaar tussen Bumba en Lusanga. Andere rivieren zijn de Nko, Luniungu, Luzumu, Nzalambala, Kamuthia, Mubangu en Lukwa.
Het gebied is heuvelachtig en ligt op een gemiddelde hoogte van 500 tot 600 m. Het territorium heeft een tropisch klimaat. 
Het territorium bestaat voornamelijk uit grassavanne met bossen langs de rivieren.

## Bevolking
De belangrijkste bevolkingsgroep zijn de Mbala en de Yansi. Gemeenschappelijke voertaal is de nationale taal Kikongo.
De bevolking leeft voornamelijk van landbouw (maniok, maïs) en mindere mate van veeteelt, handel en visvangst (in de rivieren). Er wordt koper en kobalt gewonnen en er zijn ook aardoliereserves.